# Ermita de la Magdalena (Caspe)
La ermita de la Magdalena es una iglesia barroca del siglo XVIII situada en el municipio de Caspe, en Aragón (España), en una isla del embalse de Mequinenza.

## Historia
Sus orígenes son desconocidos. Mariano Valimaña, en sus Anales de Caspe, relata la leyenda de su fundación. En tiempos de la invasión musulmana, se habría escondido una imagen de Santa Magdalena, que en el siglo IX —aunque algunos autores colocan el hecho en el siglo XII— se le habría aparecido a un pastor. En consecuencia, se construyó una ermita en el lugar: un monte en la orilla izquierda del río Ebro.
Con el tiempo la ermita evolucionó en un convento de la Orden de San Juan, propietaria del Castillo del Compromiso en Caspe. En 1730 se sustituyó el edificio románico con el edificio barroco actual. La ermita tuvo mucha veneración en Caspe y los habitantes venían en romería en un camino que les llevaba cinco horas en época de sequía para pedir agua al cielo.
Más importante que la iglesia y el convento fue La Venta de la Magdalena, que se encontraba a los pies de la iglesia desde por lo menos el siglo XVI. En muchos mapas del siglo XVII aparece nombrada incluso en aquellos en los que faltan numerosas poblaciones. Actualmente se encuentra debajo de las aguas del embalse.
En 1966, tras la creación del embalse de Mequinenza y la subida del nivel de las aguas, la iglesia se quedó aislada en la isla de la Magdalena, que solo se puede alcanzar a pie cuando el embalse está bajo.
Para la Expo 2008 de Zaragoza, Antonio Saura realizó una presentación audiovisual en la que aparecía la iglesia. La película arrojó luz al estado de ruina del edificio.

## Descripción
La ermita consta de tres tramos cubiertos con bóvedas de cañón, crucero cubierto con una cúpula con ocho lunetos sobre pechinas y arcos fajones y un presbiterio rectangular rodeado con un deambulatorio también de planta cuadrada. En el ábside también se encuentra una bóveda, todavía con pinturas, cimada con una linterna y bóveda.
Las dependencias anexas a la ermita se dividen en dos, claramente construidas en épocas distintas: una de sillares y sillarejos y una segunda de machones de mortero con tongadas de adobe.
A 2022 el edificio está en ruinas, con peligro de derrumbe de las cúpulas.

## Leyendas
Aparte de la leyenda de su fundación, la iglesia está rodeada de otras leyendas y misterios, desde milagros a exorcismos. Uno cuenta que no se podía cerrar la puerta de la iglesia y cuando uno de los ermitaños lo hacía, el cerrojo se descorría solo. Según los caspolinos, «los cerrojos de la Magdalena nunca se cerraban para que los navegantes pudieran descansar».